# Campeonato Mundial de Esgrima de 2000
El LXII Campeonato Mundial de Esgrima se celebró en Budapest (Hungría) entre el 30 de junio y el 2 de julio de 2000 bajo la organización de la Federación Internacional de Esgrima (FIE) y la Federación Húngara de Esgrima.
Sólo se realizaron competiciones en las disciplinas que ese año no formaron parte del programa de los correspondientes Juegos Olímpicos.

## Medallistas

### Femenino
| Evento            | Oro                                                                          | Plata                                                                     | Bronce                                                                   |
| ----------------- | ---------------------------------------------------------------------------- | ------------------------------------------------------------------------- | ------------------------------------------------------------------------ |
| Sable individual  | Yelena Jemayeva Azerbaiyán                                                   | Ilaria Bianco · Italia                                                    | Anne-Lise Touya · Francia · Sandra Benad · Alemania                      |
| Sable por equipos | Christine Becker Sada Jacobson Nicole Mustilli Mariel Zagunis Estados Unidos | Ilaria Bianco · Gioia Marzocca · Alessia Tognolli · Anna Ferraro · Italia | Anne-Lise Touya Cécile Argiolas Ève Pouteil-Noble Magali Carrier Francia |

## Medallero
| Núm. | País           | Oro | Plata | Bronce | Total |
| ---- | -------------- | --- | ----- | ------ | ----- |
| 1    | Azerbaiyán     | 1   | 0     | 0      | 1     |
| 1    | Estados Unidos | 1   | 0     | 0      | 1     |
| 3    | Italia         | 0   | 2     | 0      | 2     |
| 4    | Francia        | 0   | 0     | 2      | 2     |
| 5    | Alemania       | 0   | 0     | 1      | 1     |
|      | TOTAL          | 2   | 2     | 3      | 7     |